# Kabinett Röder I
Als Kabinett Röder I bezeichnet man die saarländische Landesregierung unter Ministerpräsident Franz-Josef Röder (CDU) vom 30. April 1959 bis zum 17. Januar 1961.
Nachdem Ministerpräsident Egon Reinert am 23. April 1959 gestorben war, wählte der Landtag des Saarlandes in dessen dritter Legislaturperiode den bisherigen Kultusminister Franz-Josef Röder zum Nachfolger. Er führte die Koalition aus CDU und SPD weiter. Seinem Kabinett gehörten an:
| Amt                                                 | Name                                  | Partei | Partei |
| --------------------------------------------------- | ------------------------------------- | ------ | ------ |
| Ministerpräsident                                   | Franz-Josef Röder                     |        | CDU    |
| Minister für Kultus, Unterricht und Volksbildung    | Franz-Josef Röder                     |        | CDU    |
| Minister des Inneren                                | Kurt Conrad                           |        | SPD    |
| Minister der Justiz                                 | Julius von Lautz                      |        | CDU    |
| Minister für Finanzen und Forsten                   | Manfred Schäfer (bis 8. Februar 1960) |        | CDU    |
| Minister für Finanzen und Forsten                   | Ludwig Schnur (ab 9. Februar 1960)    |        | CDU    |
| Minister für Arbeit und Sozialwesen                 | Hermann Trittelvitz                   |        | SPD    |
| Minister für Wirtschaft, Verkehr und Landwirtschaft | Manfred Schäfer (bis 8. Februar 1960) |        | CDU    |
| Minister für Wirtschaft, Verkehr und Landwirtschaft | Eugen Huthmacher (ab 9. Februar 1960) |        | CDU    |
| Minister für öffentliche Arbeiten und Wohnungsbau   | Ludwig Schnur                         |        | CDU    |